# Evgenija Grande
Evgenija Grande (Евгения Гранде) è un film del 1960 diretto da Sergej Petrovič Alekseev.